# Плавание на летних Олимпийских играх 1908 — 1500 метров вольным стилем
Соревнования по плаванию на 1500 метров вольным стилем среди мужчин на летних Олимпийских играх 1908 прошли с 21 по 25 июля. Приняли участие 19 спортсменов из 8 стран.

## Призёры
| Золото                      | Серебро                        | Бронза                     |
| Генри Тейлор Великобритания | Томас Баттерсби Великобритания | Фрэнк Борепейр Австралазия |

## Соревнование

### Первый раунд
| Место | Спортсмен                | Результат  |
| ----- | ------------------------ | ---------- |
| 1     | Пол Радмилович (GBR)     | 25:02,4 OR |
| 2     | Гуннар Веннерстрём (SWE) | 27:25,4    |
| 3     | Оресте Муцци (ITA)       | 28:52,6    |

| Место | Спортсмен                 | Результат  |
| ----- | ------------------------- | ---------- |
| 1     | Фрэнк Борепейр (ANZ)      | 23:45,8 OR |
| 2     | Сэм Блатервик (GBR)       | 25:15,4    |
| 3     | Пит Омс (NED)             | 27:24,4    |
| 4     | Вильхельм Андерссон (SWE) | 27:34,4    |

| Место | Спортсмен         | Результат |
| ----- | ----------------- | --------- |
| 1     | Льюис Мойст (GBR) | 26:52,0   |

| Место | Спортсмен                 | Результат  |
| ----- | ------------------------- | ---------- |
| 1     | Томас Баттерсби (GBR)     | 23:42,8 OR |
| 2     | Фредерик Спрингфилд (ANZ) | 24:52,4    |
| 3     | Андре Тёрье (FRA)         | 32:37,0    |

| Место | Спортсмен           | Результат |
| ----- | ------------------- | --------- |
| 1     | Джон Джарвис (GBR)  | 25:51,6   |
| 2     | Джейм Грин (USA)    | 28:09,0   |
| 3     | Ричард Хассел (GBR) | 28:14,8   |

| Место | Спортсмен            | Результат  |
| ----- | -------------------- | ---------- |
| 1     | Генри Тейлор (GBR)   | 23:24,4 OR |
| 2     | Отто Шефф (AUT)      | 24:15,8    |
| 3     | Густаф Вретман (SWE) | 28:40,8    |
| —     | Эдуард Мейер (NED)   | DNF        |

| Место | Спортсмен           | Результат |
| ----- | ------------------- | --------- |
| 1     | Уильям Фостер (GBR) | 24:33,0   |

### Полуфинал
| Место | Спортсмен            | Результат  |
| ----- | -------------------- | ---------- |
| 1     | Генри Тейлор (GBR)   | 22:54,0 OR |
| 2     | Фрэнк Борепейр (ANZ) | 23:25,4    |
| 3     | Уильям Фостер (GBR)  | Неизвестен |
| 4     | Льюис Мойст (GBR)    | Неизвестен |

| Место | Спортсмен             | Результат |
| ----- | --------------------- | --------- |
| 1     | Томас Баттерсби (GBR) | 23:23,0   |
| 2     | Отто Шефф (AUT)       | 24:25,0   |
| —     | Джон Джарвис (GBR)    | DNF       |
| —     | Пол Радмилович (GBR)  | DNS       |

### Финал
| Место | Спортсмен             | Результат  |
| ----- | --------------------- | ---------- |
| 1     | Генри Тейлор (GBR)    | 22:48,4 WR |
| 2     | Томас Баттерсби (GBR) | 22:51,2    |
| 3     | Фрэнк Борепейр (ANZ)  | 22:56,2    |
| —     | Отто Шефф (AUT)       | DNF        |